# Billy Wright (lojalist)
Billy Wright, född 7 juli 1960 död 27 december  1997, var en brittisk lojalist, medlem av Ulster Volunteer Force och senare ledare av den radikalare gruppen Loyalist Volunteer Force. Wright blev mördad av den republikanska paramilitära gruppen Irish National Liberation Army. 